# Архитектор Капитолия
Архитектор Капитолия (англ. Architect of the Capitol, AOC) — федеральное агентство Правительства США, отвечающее за обслуживание, эксплуатацию, развитие и сохранение Капитолийского комплекса, а также глава этого агентства. Архитектор Капитолия находится в законодательной власти и подотчётно Конгрессу США и Верховному суду США.

## Обзор
Архитектор Капитолия заседает в Управлении Полиции Капитолия, которому подчиняется Полиция Капитолия, также он является членом United States Capitol Guide Board, которое возглавляет United States Capitol Guide Service.
До 1989 года Архитектор Капитолия назначался Президентом США на неопределённый срок. Принятый в 1989 году акт установил, что Архитектор должен быть назначен на срок в десять лет Президентом по совету и с согласия Сената. При этом Президент выбирает Архитектора из списка, включающего трёх кандидатов, рекомендованных Комиссией Конгресса. После утверждения Сенатом Архитектор становится должностным лицом законодательной власти — офицером и агентом Конгресса. Возможно повторное назначение одного лица на повторный срок.
По состоянию на сентябрь 2022 года в агентстве работало 2444 сотрудника, а годовой бюджет составляет около 788 миллионов долларов.

## Функции

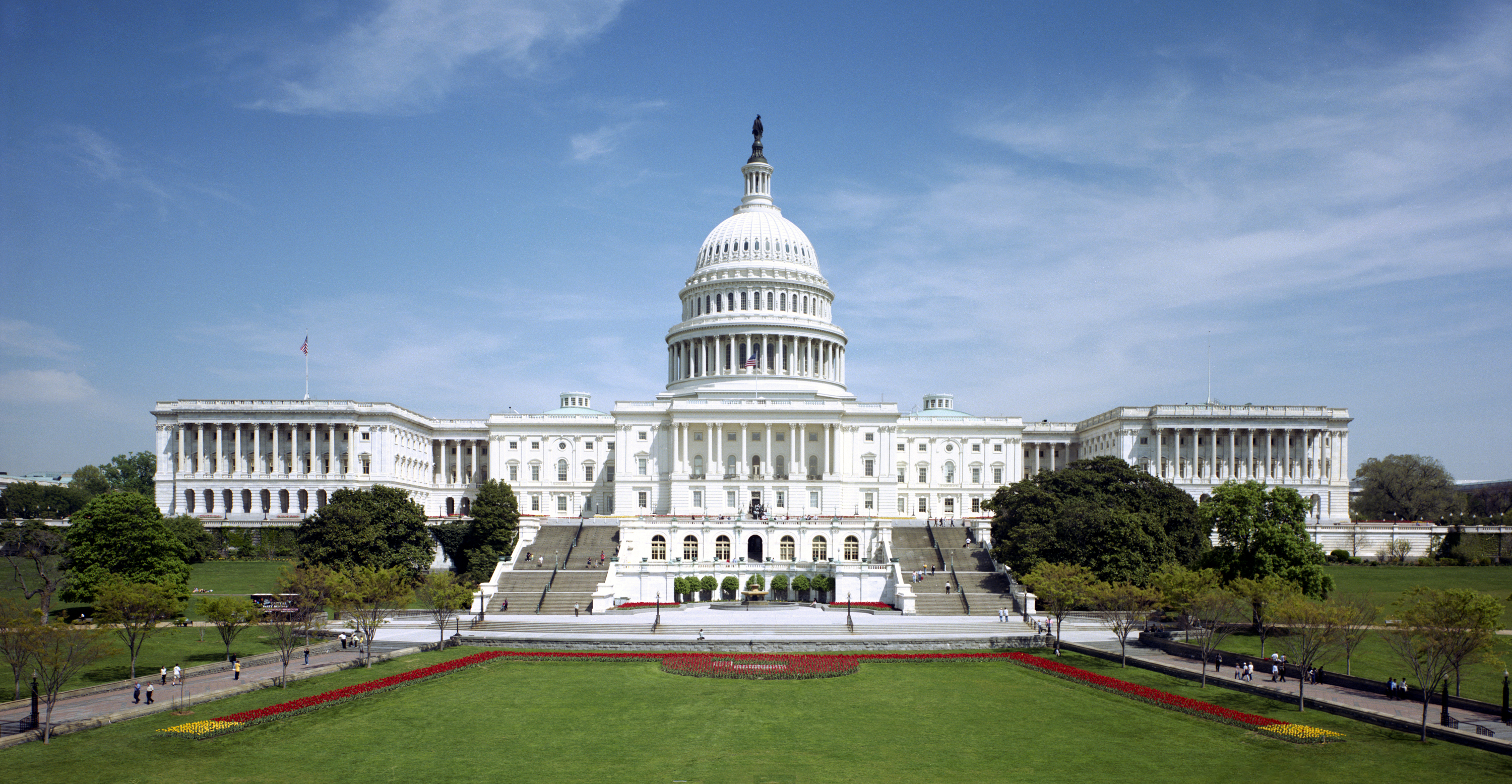
Западный фасад Капитолия

Управление Архитектора Капитолия несёт ответственность перед Конгрессом Соединённых Штатов за обслуживание, эксплуатацию, развитие и сохранение 1 530 000 м² зданий и более чем 1,8 км² земли Капитолийского комплекса. Управление архитектора также несёт ответственность за содержание и улучшение сада Капитолия и организацию инаугурации и других церемоний в здании или на территории.
Комплекс Капитолия включает:
- Капитолий
- Центр гостей Капитолия
- семь Офисных зданий Конгресса[англ.]:
  - для Палаты представителей США:
    - Cannon
    - Ford[англ.]
    - Longworth
    - Rayburn

  - для Сената США:
    - Russell[англ.]
    - Dirksen
    - Hart[англ.])
- здание Библиотеки Конгресса
- здание Верховного суда США
- Ботанический сад США
- Thurgood Marshall Federal Judiciary Building[англ.]
- электростанцию Капитолия[англ.]
- общежитие для служащих Палаты представителей[англ.]
- общежитие для служащих Сената[англ.]
- штаб-квартиру Полиции Капитолия
- объекты кинологической службы

другие объекты

## Архитекторы Капитолия
| Архитектор Капитолия                                                  | Срок пребывания в должности                 | Заместитель архитектора | Помощник архитектора                           | Назначивший Президент | Примечания                                                                                      |
| --------------------------------------------------------------------- | ------------------------------------------- | ----------------------- | ---------------------------------------------- | --------------------- | ----------------------------------------------------------------------------------------------- |
| Уильям Торнтон                                                        | 1793                                        | —                       | —                                              | Дж. Вашингтон         | Вашингтон выбрал оригинальный дизайн Торнтона для Капитолия.                                    |
| Бенджамин Генри Латроб                                                | 6 марта 1803 — 1 июля 1811                  | —                       | —                                              | Т. Джефферсон         | Латроб занимал пост два раза.                                                                   |
| Бенджамин Генри Латроб                                                | 6 апреля 1815 — 20 ноября 1817              | —                       | —                                              | Дж. Мэдисон           | Латроб занимал пост два раза.                                                                   |
| Чарльз Булфинч                                                        | 8 января 1818 — 25 июня 1829                | —                       | —                                              | Дж. Монро             |                                                                                                 |
| Томас Астик Уолтер (ответственный инженер: Монтгомери Каннингем Мейс) | 11 июня 1851 — 26 мая 1865                  | —                       | Эдвард Кларк                                   | М. Филлмор            | Уолтер и Мейс разделяли ответственность за Капитолий и строительство его дополнений.            |
| Эдвард Кларк                                                          | 30 августа 1865 — 6 января 1902             | —                       | Эллиотт Вудс                                   | Э. Джонсон            |                                                                                                 |
| Эллиотт Вудс                                                          | 19 февраля 1902 — 22 мая 1923               | —                       | —                                              | Т. Рузвельт           |                                                                                                 |
| Дэвид Линн                                                            | 22 августа 1923 — 30 сентября 1954          | —                       | Гораций Розер (1930—1946)                      | К. Кулидж             |                                                                                                 |
| Дэвид Линн                                                            | 22 августа 1923 — 30 сентября 1954          | —                       | Артур Кук (1946—1959)                          | К. Кулидж             |                                                                                                 |
| Дж. Джордж Стюарт                                                     | 1 октября 1954 — 2 мая 1970                 | —                       | Артур Кук (1946—1959)                          | Д. Эйзенхауэр         |                                                                                                 |
| Дж. Джордж Стюарт                                                     | 1 октября 1954 — 2 мая 1970                 | —                       | Марио Кампиоли, член АИА (1959—1980)           | Д. Эйзенхауэр         |                                                                                                 |
| Джордж М. Уайт, член АИА                                              | 27 января 1971 — 21 ноября 1995             | —                       | Марио Кампиоли, член АИА (1959—1980)           | Р. Никсон             | Энсин был исполняющим обязанности Архитектора после выхода на пенсию Уайта до нового назначения |
| Джордж М. Уайт, член АИА                                              | 27 января 1971 — 21 ноября 1995             | —                       | Уильям Энсин, член АИА (1980—1997)             | Р. Никсон             | Энсин был исполняющим обязанности Архитектора после выхода на пенсию Уайта до нового назначения |
| Алан М. Хантман, FAIA                                                 | 6 января 1997 — 2 февраля 2007              | Стивен Эйерс, AIA       | Майкл Тернбулл, FAIA (июнь 1998 — август 2021) | Билл Клинтон          |                                                                                                 |
| Стивен Эйерс, AIA, LEED AP                                            | 12 мая 2010 — 23 ноября 2018                |                         | Майкл Тернбулл, FAIA (июнь 1998 — август 2021) | Барак Обама           |                                                                                                 |
| Бретт Блэнтон                                                         | 16 января 2020 — 13 февраля 2023            |                         | Майкл Тернбулл, FAIA (июнь 1998 — август 2021) | Дональд Трамп         |                                                                                                 |
| Шер Рексроат                                                          | с 13 февраля 2023 (исполняющий обязанности) |                         |                                                |                       |                                                                                                 |